# Куруме-хан

Мон роду Аріма

Куруме-хан (яп. 久留米藩, くるめはん) — хан в Японії, у провінції Тікуґо, регіоні Кюсю.

## Короткі відомості
- Адміністративний центр: місто Мії (сучасне місто Куруме префектури Фукуока).

- Дохід: 210 000 коку.

- Управлявся родом Аріма, що належав до тодзама і мав статус володаря провінції (国主). Голови роду мали право бути присутніми у великій залі аудієнцій сьоґуна.

- Дочірні хани: Мацудзакі-хан.

- Ліквідований в 1871.

## Правителі
| №  | Ім'я           | Ім'я     | Роки      | Ранг, титул            | Примітки                     |
| -- | -------------- | -------- | --------- | ---------------------- | ---------------------------- |
| 1  | Аріма Удзітойо | 有馬豊氏 | 1620-1642 | 従四位下 玄蕃頭 侍従   | Другий син Аріми Норійорі    |
| 2  | Аріма Тадайорі | 有馬忠頼 | 1642-1655 | 従四位下 中務大輔 侍従 | Другий син Аріми Удзітойо    |
| 3  | Аріма Йорітосі | 有馬頼利 | 1655-1668 | 従四位下 玄蕃頭        | Третій син Аріми Тадайорі    |
| 4  | Аріма Йорімото | 有馬頼元 | 1668-1705 | 従四位下 中務大輔 侍従 | Четвертий син Аріми Тадайорі |
| 5  | Аріма Йорімуне | 有馬頼旨 | 1705-1706 | 従四位下 筑後守        | Другий син Аріми Йорімото    |
| 6  | Аріма Норіфуса | 有馬則維 | 1706-1729 | 従四位下 玄蕃頭 侍従   | Другий син Ісіно Норікадзу   |
| 7  | Аріма Йоріюкі  | 有馬頼僮 | 1729-1783 | 従四位下 左少将        | П'ятий син Аріми Норіфуси    |
| 8  | Аріма Йорітака | 有馬頼貴 | 1784-1812 | 従四位下 左少将        | Старший син Аріми Йоріюкі    |
| 9  | Аріма Йорінорі | 有馬頼徳 | 1812-1844 | 従四位下 玄蕃頭 左少将 | Старший син Аріми Йорінао    |
| 10 | Аріма Йоріто   | 有馬頼永 | 1844-1846 | 従四位下 筑後守 侍従   | Четвертий син Аріми Йорінао  |
| 11 | Аріма Йорісіґе | 有馬頼咸 | 1846-1871 | 従四位下 筑後守 侍従   | Сьомий син Аріми Йорінао     |